# Remote Direct Memory Access
O termo RDMA é um acrónimo para a expressão em inglês Remote Direct Memory Access. O RDMA permite que os dados movam-se da memória de um computador para outro sem envolver nenhum dos sistemas operacionais. Isso permite um grande tráfego de dados, baixo atraso de rede, que é essencialmente útil em cluster paralelos. RDMA consiste em uma filosofia especial de utilização do DMA.

## Visão Geral
O RDMA permite que sejam realizadas operações de rede em modo de "zero cópia", pois permite o adaptador de rede realizar a transmissão de dados direto da rede para a memória, ou da memória direto para a rede, sem que seja necessário utilizar buffers intermediários do SO (Sistema Operacional) entre rede e memória de aplicação. Tais transferências não requerem o uso de CPU, Caches e não realizam de troca de contexto, além disso elas ocorrem em paralelo com outros processos do sistema. Com isto reduzimos a latência nas transferências de mensagens.

Entretanto, esta estratégia pode apresentar vários problemas, uma vez que o nó de destino não é notificado quando a requisição é completada, uma vez que se trata de uma comunicação one-way.